# (17893) Arlot
(17893) Arlot est un astéroïde de la ceinture principale.

## Description
(17893) Arlot est un astéroïde de la ceinture principale. Il fut découvert le 17 mars 1999 à Caussols par le projet ODAS. Il présente une orbite caractérisée par un demi-grand axe de 2,27 UA, une excentricité de 0,16 et une inclinaison de 5,0° par rapport à l'écliptique.

## Compléments